# 로스우드 (드라마)
《로즈우드》(영어: Rosewood)는 2015년부터 2017년까지 방영된 미국의 드라마이다.